# Olympus E-420

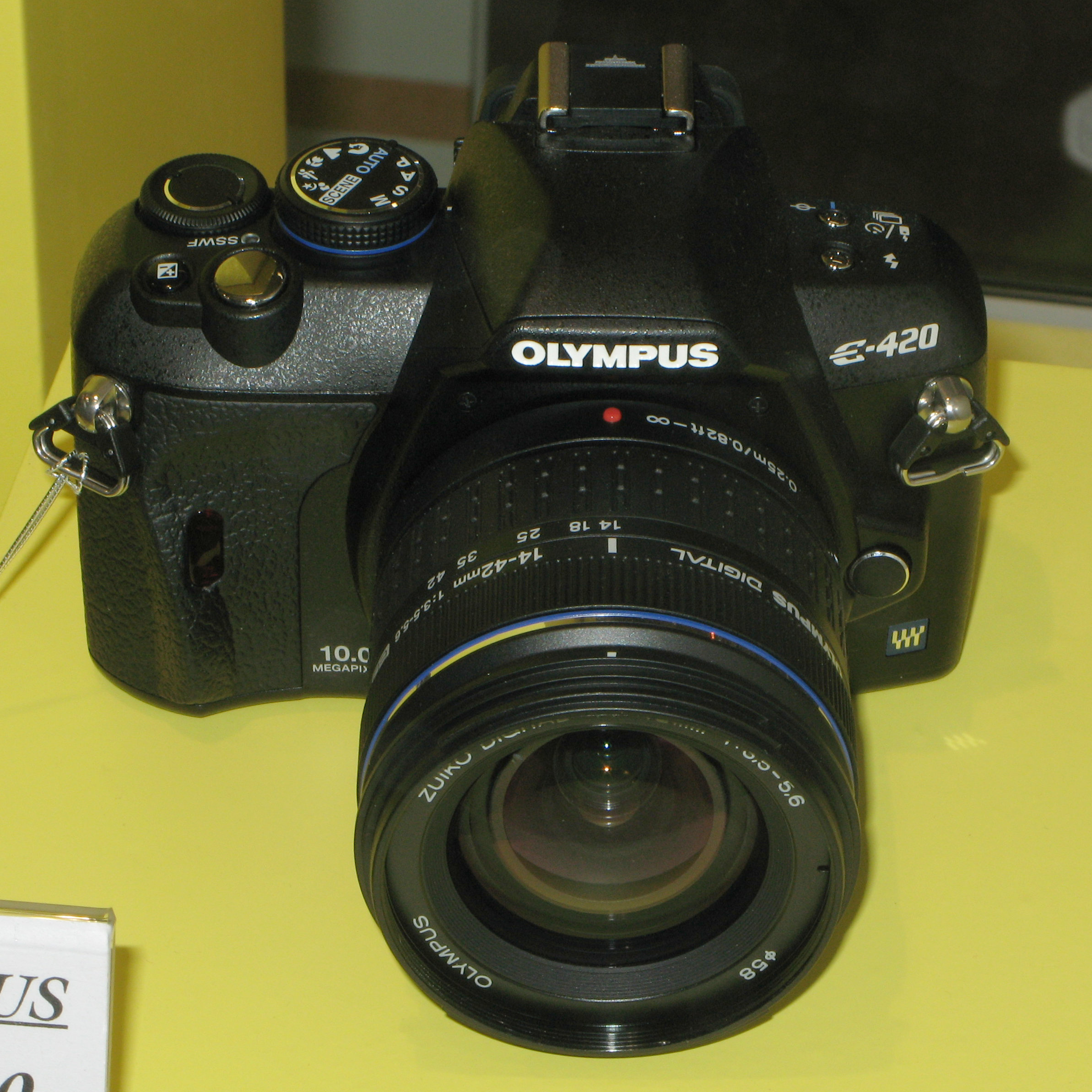
Olympus E-420

Olympus E-420 (Olympus EVOLT E-420 na severoamerickém trhu) je kompaktní digitální zrcadlovka systému 4/3 standard firmy Olympus se snímačem o rozlišení 10 mpix. Fotoaparát podporuje objektivy Zuiko Digital.
Představena byla v březnu roku 2008 jako nástupce modelu Olympus E-410. Má nižší hmotnost a v době svého představení byl jednou z nejmenších DSLR vůbec.
E-420 používá systém Supersonic Wave Filter vyvinutý společností Olympus pro odstranění prachu a nečistot z povrchu snímače a technologii „živého náhledu“ scény na displeji. Přístroj může používat paměťové karty CompactFlash I/II, Microdrive nebo xD.

## Galerie

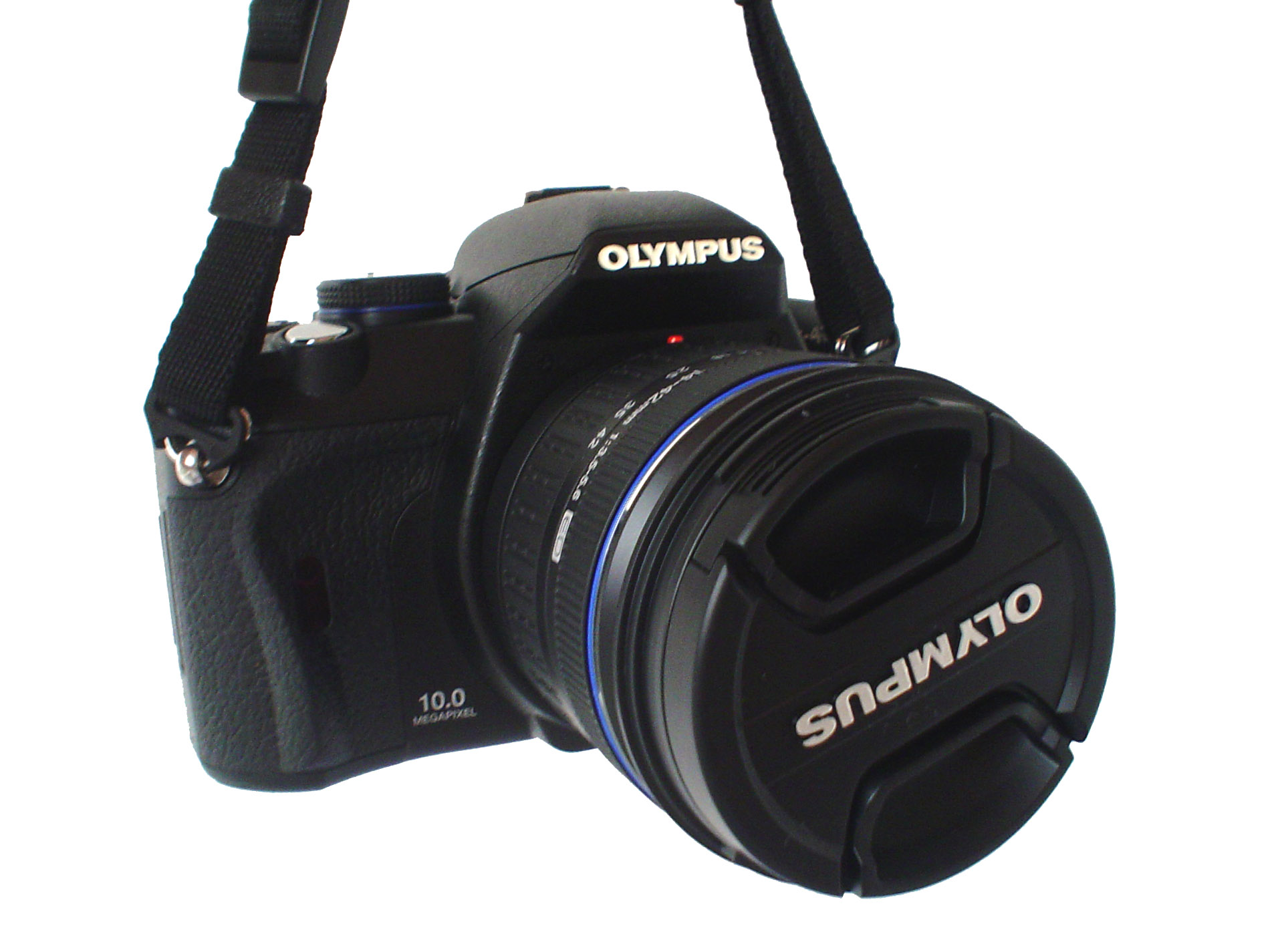
Olympus E-420 pohled zepředu
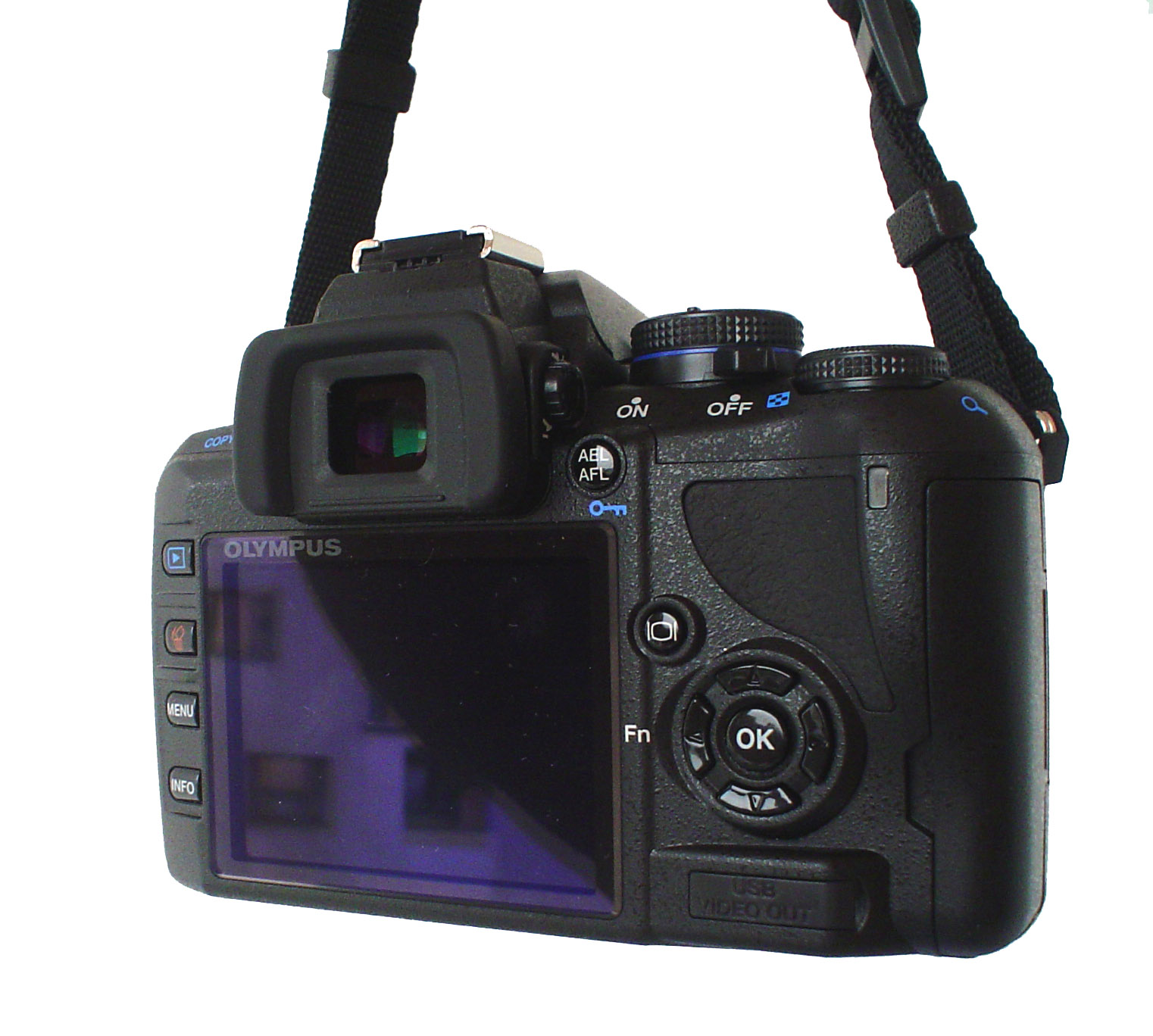
Olympus E-420 pohled zezadu